# Seidži Sakaguči
Seidži Sakaguči (* 17. února 1942 Kurume, Japonsko) je bývalý japonský zápasník-judista, od roku 1967 profesionální zápasník-wrestler.

## Sportovní kariéra
Studoval na Meidžijské univerzitě v Tokiu, kde byl dvorním sparringpartnerem Akia Kaminagy. S výškou 195 cm patřil k nejvyšším japonským judistům své doby. Po skončení vysokoškolských studií byl zaměstnancem petrochemické společnosti Asahi Kasei. V roce 1965 vyhrál prestižní turnaj mistrovství Japonska bez rozdílu vah. Když vyšlo najevo, že judo nebude na programu olympijských her v Mexiku, tak se nechal od roku 1967 zlákat k profesionálům.

## Výsledky

### Váhové kategorie
| Turnaj               | 1964       | 1965       | 1966       |
| Turnaj               | 22         | 23         | 24         |
| Turnaj               | těžká váha | těžká váha | těžká váha |
| -------------------- | ---------- | ---------- | ---------- |
| Olympijské hry       | —          |            |            |
| Mistrovství světa    |            | 3.         |            |
| Mistrovství Japonska |            |            | ?          |

### Bez rozdílu vah
| Turnaj               | 1964 | 1965 | 1966 |
| Turnaj               | 22   | 23   | 24   |
| -------------------- | ---- | ---- | ---- |
| Olympijské hry       | —    |      |      |
| Mistrovství světa    |      | —    |      |
| Mistrovství Japonska | 2.   | 1.   | 3.   |

## Profesionální kariéra
V roce 1967 podepsal smlouvu s Nihon puroresu (Japan Pro Wrestling Alliance), která pořádala zápasy ve wrestlingu. Od roku 1972 působil u nově vzniklé Šin nihon puroresu (New Japan Pro-Wrestling), založené Antoniem Inokim. V sedmdesátých a osmdesátých letech často hostoval v amerických profesionálních wrestlingových soutěžích. Měl přezdívku "Sekai no Arawaši". Wrestlingu zanechal v roce 1990. Později se několikrát do ringu vrátil v rámci vzpomínkových duelů.